# 衣周塘
衣周塘是上海历史上的一条堤坝，清朝雍正时期修筑，位于黄浦江西岸，北起吴淞口蕰藻浜南岸。南至虬江口，全長17华里。
修筑的起因是清雍正十年（1732年）时，吴淞口殷行一代发生洪灾。地方乡绅上书宝山县令提议修堤，县令於是调动民工四千修此堤坝。上海开埠后堤坝坍塌，因列强联名上书，當局于光绪十年（1884年）以各国废旧舰艇装满土石沉于缺口处加固衣周塘。
民国七年（1918年），因衣周塘堤坝年久失修，崎岖不平，由军队协助筑路，翌年四月底完工，为军工路。